# Тёмная горлица
Тёмная горлица (лат. Streptopelia lugens) — вид птиц из семейства голубиных (Columbidae). Подвидов не выделяют. Встречается в Восточной Африке и в юго-западной части Аравийского полуострова. Вид вне опасности.

## Таксономия
Вид был впервые описан Эдуардом Рюппелем в 1837 году. Голотип был из Эритреи. Автор дал новому виду название Columba lugens. В настоящее время (2018 г.) Международный орнитологический комитет относит траурную горлицу к роду Streptopelia.  Некоторые авторы считали, что траурная горлица и Streptopelia hypopyrrha являются одним видом, но эти голуби различаются по оперению.

## Внешний вид и строение
Длина тела около 28 см. Масса тела самцов 140—205 г, самок 120—190 г. Голова пепельно-серая. Перья по бокам и на затылке черные (угольного оттенка). Верхняя часть спины и спина покрыты пепельно-коричневыми перьями со светло-серыми краями. Плечи и внутренние кроющие крыла также пепельно-коричневые, но с более широкими серыми краями. На маховых перьях третьего порядка и внутренних кроющих крыла имеются каштановые каемки. Маховые перья темно-серые, черноватые, со светло-серыми краями. Нижняя часть спины и крестец серо-коричневые, как и срединные рулевые перья. Внешние — черноватые и заканчиваются широкими белыми полосами. Верхняя часть груди темно-серая, ближе к нижней стороне тела цвет перьев меняется на серо-розовый. Брюхо и нижние кроющие хвоста более серые и темные. Радужка оранжево-коричневая, клюв черный, ноги фиолетово-розовые.

## Распространение
BirdLife International оценивает его ареал в 3,62 млн км². На Аравийском полуострове включает юго-западную часть Саудовской Аравии и Йемен. В Африке встречаются на территории от юго-востока Судана, западной и юго-восточной Эфиопии, Эритреи и северо-запада Сомали до Уганды, откуда их ареал неравномерно простирается через горы Великой рифтовой долины до северной части Малави, кенийского нагорья и северо-восточной Танзании.

## Экология и поведение
По данным авторов HBW, темные горлицы населяют преимущественно горные леса на высоте 1800-3200 м над уровнем моря, однако диапазон их местообитаний шире: он включает в себя и сосновые посадки, и субальпийские пояса, и сельскохозяйственные угодья. На Аравийском полуострове эти горлицы встречаются на высоте от 1000 до 2800 м над уровнем моря. В Саудовской Аравии они встречаются почти исключительно в можжевеловых лесах. В Эритрее вид был зафиксирован на высоте от 250 до 1220 м над уровнем моря, в Эфиопии — от 900 до 2730 м над уровнем моря. Средой обитания горлицы-траурницы в Эфиопии являются светлые леса, эвкалиптовые плантации, сельскохозяйственные угодья, сады и заросли акации. Эти горлицы питаются в основном семенами злаков, рудеральных растений и подсолнечника. Кроме того, они едят корневища, ягоды, моллюсков.

## Размножение
В Восточной Африке сезон размножения длится с декабря по июнь, в некоторых местах до июля. В Эфиопии размножение регистрируется в течение всего года, за исключением июля и августа. На Аравийском полуострове кладки регистрировались с апреля по октябрь, хотя молодые особи появлялись уже 9 апреля. Гнездо представляет собой платформу из палок примитивной конструкции. Подстилка — корни и травы. Гнездо располагается на высоте 2-7 м от земли. Кладка состоит из двух яиц с белой скорлупой. Инкубация длится около 20 дней.

## Охранный статус
С 1988 года МСОП относит траурную горлицу к виду, вызывающему наименьшие опасения (LC), (по состоянию на 2018 год) и считает, что численность популяции стабильна.